# Linia de metrou M1 (Budapesta)
Linia de metrou M1, cunoscută și drept Linia Millennium, a fost dată în folosință în anul 1896. Din anul 2002 este înscrisă împreună cu Bulevardul Andrássy în Patrimoniul Mondial UNESCO.
Este prima linie de metrou din Europa continentala si al doilea din lume dupa London Underground .  

## Istorie
Aceasta este una dintre cele trei linii de metrou din Budapesta. Scopul inițial al liniei de metrou a fost de a facilita transportul la parcul orașului Budapesta, deși capitala s-a opus întotdeauna pentru orice mijloc de transport de suprafață pe Bulevardul Andrássy - acesta a devenit unul dintre cele mai elegante bulevarde din Budapesta, parte a Patrimoniului Mondial. Adunarea Generală a acceptat planurile pentru metrou în 1870 și firma germană Siemens & Halske AG a fost însărcinată pentru construcția liniei începând cu 1894. A fost nevoie de 2.000 de muncitori, folosind mașini performante la acea vreme, pentru ca tronsonul să fie gata în mai puțin de doi ani. Acest tronson a fost construit în întregime de la suprafață (metoda taie și acoperă). Finalizată conform termenului limită, linia a fost inaugurată pe data de 2 mai 1986, anul de mileniu (celebrarea a o mie de ani de la venirea în Panonia a maghiarilor), conform lui Franz Joseph. Una dintre mașinile originale este păstrată la Muzeul din Seashore, S.U.A.

### Construcția
Construcția a început prin construirea unui tunel larg de 6 metri și lung de 3.225,56 metri, începând din ambele părți să se sape. Baza și părțile laterale au fost construite din beton. Designerul construcției liniei de metrou a fost firma germană Siemens și Halske. Pământul, betonul și lucrările de instalare au fost încredințate contractorului Wünsch Róbert Budapesta. Ödön Vojtek a fost directorul de șantier. Gresiile albe și maro care acoperă stațiile au fost făcute la Fabrica de stat din Zsolnay.

### Extensia liniei
În anul 1970 au fost aprobate planurile pentru extensia liniei, ori subterană, ori de suprafață. În 30 decembrie 1973 a fost predată linia extinsă pană la stația Mexikói út, astfel încat întreaga linie de metrou ajunge la lungimea totală de 4,4 km. Noul depou face de asemenea parte din noul terminal. Pe piața de circulatie se aflau trenuri Ganz articulate. În 1955, construcția liniei de metrou est-vest, a făcut ca stația Deák Ferenc tér să fie reconstruită. Cu ocazia reconstrucției, au avut loc schimbari de echipament, atunci (la finalul anului 1973) linia fiind mutată de la suprafață în subteran.

## Distanța între stații
| Nr. crt. | Intervalul                             | Distanța (m) |
| -------- | -------------------------------------- | ------------ |
| 1.       | Vörösmarty tér – Deák Ferenc tér       | 280          |
| 2.       | Deák Ferenc tér – Bajcsy-Zsilinszky út | 250          |
| 3.       | Bajcsy-Zsilinszky út – Opera           | 370          |
| 4.       | Opera – Oktogon                        | 440          |
| 5.       | Oktogon – Vörösmarty utca              | 350          |
| 6.       | Vörösmarty utca – Kodály körönd        | 450          |
| 7.       | Kodály körönd – Bajza utca             | 190          |
| 8.       | Bajza utca – Hősök tere                | 480          |
| 9.       | Hősök tere – Széchenyi fürdő           | 760          |
| 10.      | Széchenyi fürdő – Mexikói út           | 460          |